# Wesley (nome)
Wesley  è un nome proprio di persona inglese maschile.

## Varianti
- Maschili: Westley[2]
  - Ipocoristici: Wes[1]

## Origine e diffusione
Riprende il cognome inglese Wesley, a sua volta proveniente da vari toponimi chiamati West Leigh; etimologicamente è di origine inglese antica, con il significato di "prato occidentale". La sua genesi come nome proprio può avere in parte motivazioni religiose, per onorare il fondatore del metodismo John Wesley.

## Onomastico
Il nome è adespota, cioè non è portato da alcun santo, quindi l'onomastico ricade il 1º novembre, in occasione di Ognissanti.

## Persone
- Wesley Addy, attore statunitense

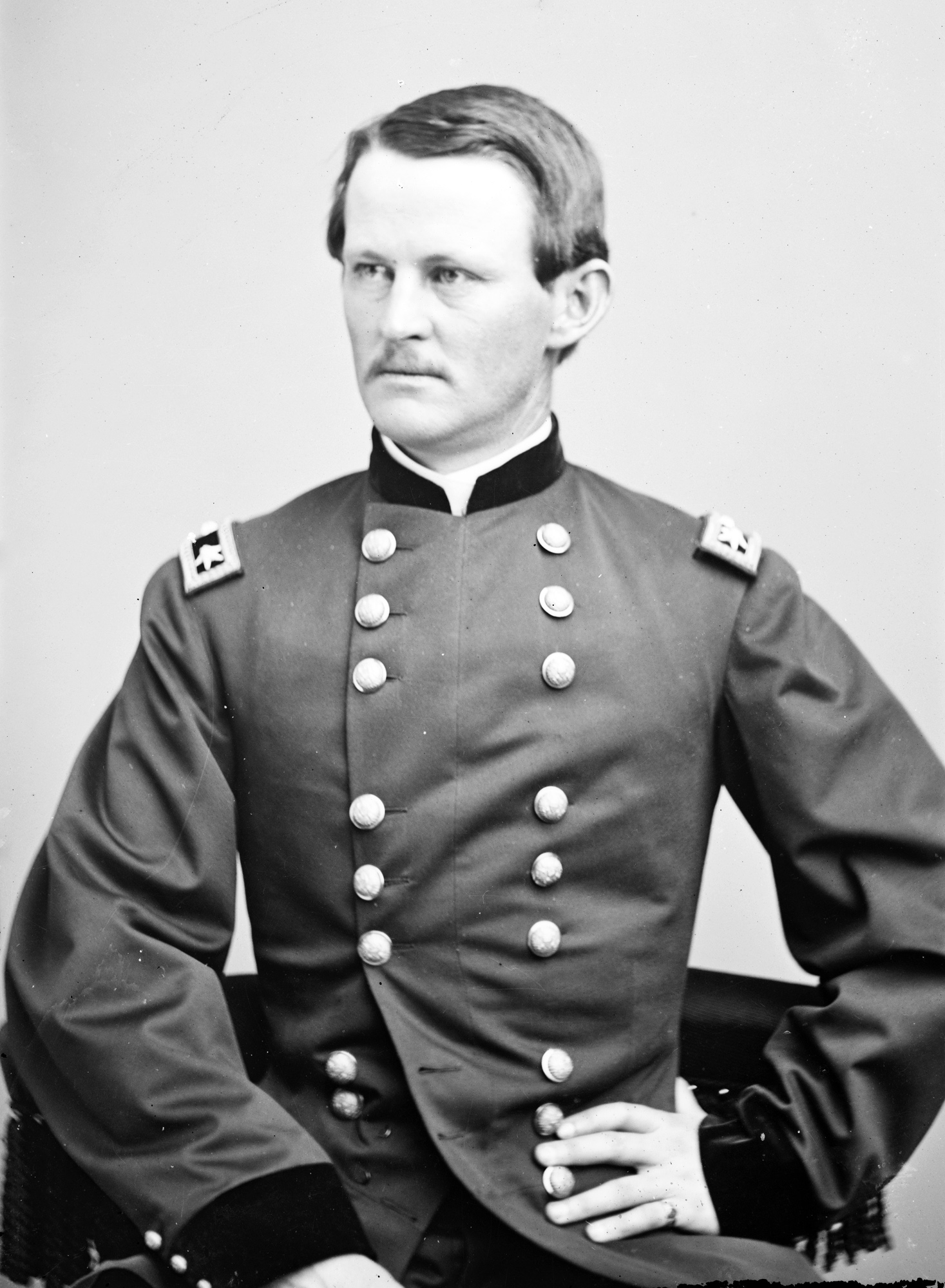
Wesley Merritt

- Wesley Brisco, wrestler statunitense
- Wesley Clark, generale statunitense
- Wesley Disney, politico e avvocato statunitense
- Wesley Merritt, generale statunitense
- Wesley Mitchell, economista statunitense
- Wesley Newcomb, medico e malacologo statunitense
- Wesley Sneijder, calciatore olandese
- Wesley Snipes, attore, produttore cinematografico e artista marziale statunitense
- Wesley So, scacchista filippino

### Variante Wes
- Wes Anderson, regista, sceneggiatore e produttore cinematografico statunitense
- Wes Borland, chitarrista statunitense
- Wes Craven, regista, sceneggiatore e produttore cinematografico statunitense
- Wes Montgomery, chitarrista e compositore statunitense
- Wes Studi, attore statunitense
- Wes Welker, giocatore di football americano statunitense

## Il nome nelle arti
- Westley è un personaggio del romanzo di Cary Elwes La principessa sposa e del film da esso tratto, La storia fantastica, diretto da Rob Reiner.
- Wesley Cole è un personaggio della serie televisiva Lethal Weapon
- Wesley Crusher è un personaggio della serie televisiva Star Trek: The Next Generation.
- Wesley Dodds è un personaggio dei fumetti DC Comics.
- Wes Evans è un personaggio della serie manga Soul Eater.
- Wesley Wyndam-Pryce è un personaggio delle serie televisive Buffy l'ammazzavampiri e Angel.
- Wes Bluemarine è il vero nome di Weather Report, personaggio del manga Le bizzarre avventure di JoJo: Stone Ocean.